# Naseweis farkasfalka
A Naseweis farkasfalka a Kriegsmarine tengeralattjárókból álló második világháborús támadóegysége volt, amely összehangoltan tevékenykedett 1942. március 31. és 1942. április 10. között Grönland és Norvégia között. A Naseweis (Kotnyeles) farkasfalka három búvárhajóból állt, amelyek nem süllyesztettek el hajót.

## A farkasfalka tengeralattjárói
| A hajó száma | Parancsnoka       | Részvétel kezdete | Részvétel vége    |
| ------------ | ----------------- | ----------------- | ----------------- |
| U–334        | Hilmar Siemon     | 1942. március 31. | 1942. április 10. |
| U–592        | Carl Borm         | 1942. április 10. | 1942. április 10. |
| U–657        | Heinrich Göllnitz | 1942. március 31. | 1942. április 10. |